# Liriope tetraphylla
Espèce
Synonymes
- Liriope catharinensis Müller, 1859[1]
- Liriope conirostris Haeckel, 1879[1]
- Liriope eurybia Haeckel, 1864[1]
- Liriope scutigera McCrady, 1859[1]
- Geryonia tetraphylla Chamisso & Eysenhardt, 1821[2]
- Liriope catharinensis MÃ¼ller, 1859[2]
- Liriope cerasiformis Lesson, 1843[2]
- Liriope conirostris Haeckel, 1879[2]
- Liriope eurybia Haeckel, 1864[2]
- Liriope scutigera McCrady, 1859[2]

Liriope tetraphylla  est une espèce de trachyméduses appartenant à la famille des Geryoniidae.

## Habitat et répartition
Cette espèce est présente en Atlantique et en Méditerranée.